# JoJo’s Bizarre Adventure
JoJo’s Bizarre Adventure (jap. ジョジョの奇妙な冒険, JoJo no Kimyō na Bōken) ist eine Manga-Serie des japanischen Zeichners Hirohiko Araki. Es ist die bisher zweitlängste Manga-Serie des Verlags Shūeisha. Sie wurde in Form von Animes, Videospielen und Light Novels adaptiert und in mehrere Sprachen übersetzt.

## Inhalt
Die Serie erzählt die Geschichte des Hauses Joestar, einer mächtigen Familie mit englischen Wurzeln, und dessen verbitterte Feindschaft mit der Familie von Dio Brando, die sich über Generationen hinausstreckt. Die Geschichte ist in mehreren Handlungssträngen gegliedert, in denen jeweils ein Nachkomme der Familie Joestar die Rolle des Protagonisten übernimmt. Die Feindschaft zwischen beiden Clans wird oft in Kämpfen ausgetragen. Die Besonderheiten der Kämpfe sind die übernatürlichen Kräfte, die sogenannten „Stands“, die nicht nur die Familienmitglieder, sondern auch Verbündete außerhalb der beiden Familien besitzen und die erstmals im 3. Handlungsstrang auftauchen. Dabei können die „Stands“ als Manifestation der körpereigenen Energie angesehen werden, die in einer Astralprojektion in Erscheinung treten.
1. Part: Phantom Blood (ファントムブラッド, Fantomu Buraddo):
(Bände 1 bis 5)
Der erste Handlungsstrang spielt sich im England der 1880er Jahre ab. Die Geschichte handelt von Jonathan Joestar und seinem Rivalen Dio Brando, welcher als Adoptivsohn von Jonathans Vater aufgenommen wurde. Zwischen beiden beginnt die Fehde, die das Hauptthema der Serie ist. Dort lernt Jonathan auch unter anderem den Straßenräuber Robert E.O. Speedwagon und seinen Meister Will A. Zeppeli (von dem er Hamon einzusetzen erlernt, eine Form von Energie, die der Körper durch die Atmung erzeugt) kennen, die ihn auf seiner Reise zu Dio begleiten und ihm helfen, diesen zu besiegen.
2. Part: Battle Tendency (戦闘潮流, Sentō Chōryū):
(Bände 5 bis 12)
Die Geschichte spielt sich in New York City ab und führt nach Mexiko, Italien und in die Schweiz, wo sie schließlich im Jahr 1938 endet. Der Protagonist ist Joseph Joestar, der Enkel von Jonathan Joestar, welcher mit seiner Hamon-Meisterin Lisa Lisa und Zeppelis Enkel Caesar die Säulenmänner (jap. 柱の男 Hashira no Otoko, eng. Pillar Men) daran hindern muss, die ultimativen Geschöpfe zu werden und so über die Welt zu herrschen.
3. Part: Stardust Crusaders (スターダストクルセイダース, Sutādasuto Kuruseidāsu):
(Bände 12 bis 28)
Der Protagonist der Geschichte ist Jōtarō Kūjō, der Enkel von Joseph Joestar. Die Geschichte erzählt von Jōtarōs Abenteuern und der Rückkehr von Dio, der mittlerweile den Körper von Jonathan Joestar übernommen hat, im Jahr 1989. Sie beginnt in Japan, breitet sich nach ganz Asien aus und endet schließlich in Ägypten. Hier werden erstmals die „Stands“ (die Astralprojektion der Lebenskraft eines jeden Lebewesens) eingeführt. Jōtarō bekommt dabei Unterstützung von seinem Großvater sowie seinen neuen Mitstreitern, dem Wahrsager Mohammed Avdol, dem Oberschüler Nōriaki Kakyoin, dem Reisenden Jean-Pierre Polnareff und später auch von Iggy, einem Boston Terrier.
4. Part: Diamond Is Unbreakable (auch „Diamond Is Not Crash“) (ダイヤモンドは砕けない, Daiyamondo wa Kudakenai):
(Bände 29 bis 47)
Die Geschichte spielt sich in der fiktiven japanischen Stadt Moriō im Jahre 1999 ab. Der Protagonist ist Jōsuke Higashikata, der uneheliche Sohn von Joseph Joestar, welcher mit Jōtarō (dem Protagonisten aus Part 3) sowie mit seinen Mitschülern und Freunden Ōkuyasu Nijimūra und Kōichi Hirōse einem mysteriösen Pfeil und Bogen nachgeht, der das Geheimnis über die Stands und deren Ursprung enthält. Jōsuke begegnet im Laufe der Serie weiteren Stand-Mastern, die von diesem Pfeil getroffen worden sind.
5. Part: Golden Wind (auch „Vento Aureo“) (黄金の風, Ōgon no Kaze):
(Bände 47 bis 63)
Die Handlung wird ins Italien des Jahres 2001 verlegt. Die Rolle des Protagonisten wird von Giorno Giovanna übernommen, dem Sohn Dios, dessen Traum es ist, ein „Gang-Star“ zu werden, um so den Drogenhandel und -konsum (besonders durch Minderjährige) in seiner Heimat zu stoppen und um die Schwachen und Unschuldigen zu beschützen. Deswegen tritt Giorno durch Bruno Bucciarati der Organisation „Passione“ bei, um den Boss zu stürzen und dessen Position zu übernehmen.
6. Part: Stone Ocean (ストーンオーシャン, Sutōn Ōshan):
(Bände 1 bis 17 bzw. 64 bis 80)
Die Geschichte spielt sich in einem Zeitraum von 2011 bis 2012 in Florida ab. Jolyne Kūjō (auch „Cujoh“), die Tochter von Jōtarō Kūjō, ist die Protagonistin, die zu Unrecht wegen Mord, Fahrerflucht und Autodiebstahl im Green-Dolphin-Street-Gefängnis landet. Im Laufe des Parts setzt sie es sich zum Ziel, den Gefängnispriester Enrico Pucci, welcher ein Diener Dios ist, aufzuhalten, noch bevor er seinen Plan in die Tat umsetzt, „den Himmel“ zu erreichen. Jolyne wird von ihren Mitinsassen Ermes Costello, F.F. (einem Mensch-Stand-Hybriden, der aus einer Planktonkolonie besteht), Narciso Anasui und Weather Report (der noch vor Beginn der Story an Amnesie leidet) sowie dem Jungen Emporio Alniño unterstützt. Sie reisen zum Kennedy Space Center in Cape Canaveral, um Pucci davon abzuhalten, seinen Plan in die Tat umzusetzen. Dies ist der letzte Part, der in der originalen Zeitlinie des Manga/des Anime spielt.
7. Part: Steel Ball Run (スティール・ボール・ラン, Sutīru Bōru Ran):
(Bände 1 bis 24 bzw. 81 bis 104)
Anders als die vorherigen Erzählstränge wird der 7. Handlungsstrang in einer alternativen Zeitlinie in den Jahren 1890 und 1891 im wilden Westen erzählt. Die Story dreht sich um den querschnittsgelähmten Jockey Johnny Joestar, Gyro Zeppeli und den „Steel Ball Run“, ein Pferderennen, das sich durch die ganze USA erstreckt, wo es dann letztendlich zu einer Konfrontation mit dem Präsidenten der Vereinigten Staaten Funny Valentine kommt.
8. Part: JoJolion (ジョジョリオン, JoJorion):
(Bände 1 bis 27 bzw. 104 bis 131)
Erneut spielt sich die Geschichte in der fiktiven japanischen Stadt Moriō ab und bleibt in der alternativen Zeitlinie des 7. Handlungsstrangs. Der Protagonist, der sein Gedächtnis verloren hat, tritt unter dem Namen Jōsuke Higashikata in Erscheinung. Obwohl er den gleichen Namen wie der Protagonist des 4. Handlungsstranges trägt, wird sein Name in Kanji mit 定助 anstatt mit 仗助 geschrieben.
9. Part: The JOJOLands (ザ・ジョジョランズ, Za JoJoranzu):
Der dritte Part, dessen Handlung im Steel-Ball-Run-Universum stattfindet, spielt in Hawaii, wo Jodio Joestar (der Protagonist und Cousin von Josuke Higashikata) sein Geld mit Drogenhandel verdient und mit seinem Bruder/seiner Schwester Dragona gemeinsame Sache macht.

## Veröffentlichungen des Mangas
Die Serie erschien ab Januar 1987 im Manga-Magazin Weekly Shōnen Jump des Verlags Shūeisha. Seit 2005 erscheinen die Kapitel im Magazin Ultra Jump. Die Serie wurde auch in bisher 137 Sammelbänden herausgebracht (Stand Juli 2025).
Es gibt neun Part genannte Handlungsbögen:
- Part 1: Phantom Blood (ファントムブラッド, Fantomu Buraddo), 1986–1987, 5 Bände
- Part 2: Sentō Chōryū (戦闘潮流, Untertitel: Battle Tendency), 1987–1989, 8 Bände
- Part 3: Stardust Crusaders (スターダストクルセイダーズ, Sutādasuto Kuruseidāzu), 1989–1992, 16 Bände
- Part 4: Diamond wa Kudakenai (ダイヤモンドは砕けない, Daiyamondo wa Kudakenai, Untertitel: Diamond is Unbreakable), 1992–1995, 19 Bände
- Part 5: Ōgon no Kaze (黄金の風, Vento Aureo, Untertitel: Golden Wind), 1995–1999, 17 Bände
- Part 6: Stone Ocean (ストーンオーシャン, Sutōn Ōshan), 1999–2003, 17 Bände
- Part 7: Steel Ball Run (スティール・ボール・ラン, Sutīru Bōru Ran), 2004–2011, 24 Bände
- Part 8: JoJolion (ジョジョリオン, JoJorion), 2011–2021, 27 Bände
- Part 9: The JOJOLands (ザ・ジョジョランズ, Za JoJoranzu), seit 2023, bisher 6 Bände

Zwischen August 2021 und April 2024 erschienen die ersten drei Parts auf Deutsch bei Manga Cult in Form von 17 Doppelbänden. Seit Juni 2024 veröffentlicht Manga Cult Part 4 in bisher sechs Bänden (Stand Juni 2025). Viz Media brachte bisher nur eine englische Übersetzung der ersten fünf Parts heraus. Von Part 3 gaben J’ai lu eine französische und Edizioni Star Comics eine italienische Ausgabe heraus. Bei Planet Manga erscheint die Serie in Brasilien, Mexiko und Kolumbien, bei Editorial Ivréa in Spanien und Argentinien sowie bei Tong Li Publishing in Taiwan.

## Adaptionen

### Light Novel
Zum Manga erschienen mehrere Light Novels. Die erste, von Mayori Sekijima und Hiroshi Yamaguchi geschriebene kam am 4. November 1993 bei Shūeisha heraus. Die Zeichnungen stammten wie auch beim Manga und allen folgenden Light Novels von Hirohiko Araki. Am 28. Mai 2001 kam ein zweiter, von Gichi Ōtsuka und Miya Shōtarō geschriebener Band heraus. Es folgten 2007 ein Band von Otsuichi, 2011 ein Band von Kōhei Kadono und ein Band von Nisio Isin. 2012 erschien der bisher letzte Light-Novel-Band, geschrieben von Ōtarō Maijō.

### Original Video Animation
Das Studio A.P.P.P. produzierte eine Anime-Adaption des Mangas, die 1993 bis 2002 als Original Video Animation erschien. Dabei waren Junichi Hayama für das Charakterdesign und Satoru Kuwabara für die künstlerische Leitung verantwortlich. Die Musik komponierte Marco D’Ambrosio. Die 13 Folgen sind eine Verfilmung der Bände 12 bis 28 der Manga-Vorlage.
Bei Super Techno Arts erschien eine englische Fassung, Déclic Images brachte eine französische und Yamato Video eine italienische heraus.

### Anime-Film
2007 kam in Japan der Film JoJo no Kimyō na Bōken: Phantom Blood (ジョジョの奇妙な冒険 ファントム ブラッド) in die Kinos, der von Studio A.P.P.P. produziert wurde. Regie führte Junichi Hayama. Der Film erschien jedoch nur im japanischen Kino und wurde nicht anderweitig veröffentlicht.

### Anime-Fernsehserie
Das Studio David Production kündigte eine Verfilmung des Mangas in Form einer Anime-Fernsehserie an. Die Regie führen Naokatsu Tsuda (director) und Ken’ichi Suzuki (series director). Die Musik zur Fernsehserie komponieren Hayato Matsuo für Part 1 und Taku Iwasaki für Part 2 des ursprünglichen Manga-Werks.
Die erste Staffel begann am 6. Oktober 2012 kurz nach Mitternacht – und damit am vorigen Fernsehtag – auf Tokyo MX. Binnen einer Woche folgten die Sender MBS, RKB Mainichi Hōsō, Tōhoku Hōsō, Chūbu Nippon Hōsō und BS11. Die ersten 9 Folgen adaptierten dabei den Part 1 und die Folgen 10 bis 26 den Part 2 des Manga-Werks.
Die zweite Staffel (Part 3 des Mangas), Stardust Crusaders, lief vom 5. April 2014 bis 19. Juni 2015 auf Tokyo MX und besteht aus zwei Hälften zu je 24 Folgen, also insgesamt 48 Folgen. Die erste Hälfte namens JoJo’s Bizarre Adventure: Stardust Crusaders wurde dabei vom 5. April bis 12. September 2014 nach Mitternacht ausgestrahlt und die zweite Hälfte namens JoJo’s Bizarre Adventure: Battle in Egypt lief am 10. Januar 2015 an.
Die dritte Staffel (Part 4 des Mangas): Diamond Is Unbreakable lief vom 1. April bis 24. Dezember 2016 mit 39 Folgen.
Die vierte Staffel (Part 5 des Mangas): Vento Aureo (englisch Golden Wind) lief vom 5. Oktober 2018 bis 28. Juli 2019 mit 39 Folgen.
Die Folgen werden mit deutschen, englischen, portugiesischen, spanischen und französischen Untertitel unter dem Titel JoJo’s Bizarre Adventure bei Crunchyroll angeboten, seit März 2020 sind die ersten drei Parts auch auf Netflix verfügbar.
Kazé Anime veröffentlicht die Serie ab Sommer 2021 auf Blu-ray und DVD erstmals mit einer deutschen Synchronisation. Die erste Episode wurde am 11. Mai 2021 vorab auf dem YouTube- und Twitch-Kanal des Publishers gezeigt.
Die fünfte Staffel (Part 6 des Mangas): Stone Ocean mit den ersten 12 Folgen ist ab dem 1. Dezember 2021 auf Netflix verfügbar.
Der zweite Teil des fünften Staffels (Part 6 des Mangas): Stone Ocean mit den Folgen 13–24 erschien am 1. September 2022.
Der dritte und finale Teil des fünften Staffels (Part 6 des Mangas): Stone Ocean erschien am 1. Dezember 2022 und beinhaltet die Folgen 25–38.

### Hörspiele
Eine Adaption von Part 3 als Hörspielserie erschien 1992 und 1993 in drei Teilen.

### Videospiele
Auf Basis des Mangas wurden 14 Videospiele für verschiedene Geräte entwickelt und veröffentlicht. Diese sind zumeist Kampf- oder Adventure-Spiele und wurden entwickelt von Capcom und Bandai. Außerdem sind die Charaktere Jotaro Kujo, DIO sowie dessen Sohn Giorno Giovanna in dem Anime-Crossover-Spiel Jump Force spielbar.
- Jojo’s Bizarre Adventure: Eyes Over Heaven (2015) PlayStation 3, PlayStation 4
- Jojo’s Bizarre Adventure: All Star Battle (2013) Nintendo Switch, PlayStation 3
- Jojo’s Bizarre Adventure: All Star Battle R (2022) PlayStation 5, Nintendo Switch, PlayStation 4, Xbox Series, Microsoft Windows, Xbox One
- JoJo’s Bizarre Adventure: Last Survivor (2019) Arcade-Spiel
- GioGio’s Bizarre Adventure (2002) PlayStation 2, PlayStation Portable
- JoJo’s Bizarre Adventure (1998) Dreamcast, PlayStation 3, Xbox 360, PlayStation, Arcade-Spiel
- JoJo’s Pitter-Patter Pop! (2018) Android, iOS
- JoJo’s Bizarre Adventure: Diamond Records (2017) Android, iOS
- JoJo’s Venture (1998) Arcade-Spiel, Dreamcast
- Jump Force (2019) PlayStation 4, Nintendo Switch, Xbox One, Microsoft Windows
- Jump Super Stars (2005) Nintendo DS
- Weekly Shonen Jump Ore Collection (2017) Android, IOS
- Jump Ultimate Stars (2006) Nintendo DS
- J-Stars Victory VS + (2014) PlayStation 4, PlayStation 3, PlayStation Vita

### Synchronisation
| Rolle                     | Japanische Sprecher (Seiyū) | Deutsche Sprecher              |
| Phantom Blood             | Phantom Blood               | Phantom Blood                  |
| ------------------------- | --------------------------- | ------------------------------ |
| Jonathan Joestar          | Kazuyuki Okitsu             | Vincent Fallow                 |
| Dio Brando                | Takehito Koyasu             | Marios Gavrilis                |
| Robert E. O. Speedwagon   | Yōji Ueda                   | Johannes Berenz                |
| Will A. Zeppeli           | Yoku Shioya                 | Florian Krüger-Shantin         |
| Erina Pendleton (Joestar) | Ayako Kawasumi              | Patrizia Carlucci              |
| Erina Pendleton (Joestar) | Ayako Kawasumi              | Katharina Lopinski (Alte Frau) |
| Battle Tendency           |                             |                                |
| Joseph Joestar            | Tomokazu Sugita             | Leonhard Mahlich               |
| Joseph Joestar            | Tomokazu Sugita             | Torsten Münchow (Alter Mann)   |
| Smokey Brown              | Yū Hayashi                  | Marco Eßer                     |
| Rudol von Stroheim        | Atsushi Imaruoka            | Uve Teschner                   |
| Caesar Anthonio Zeppeli   | Takuya Satō                 | Tim Knauer                     |
| Lisa Lisa                 | Atsuko Tanaka               | Bettina Weiß                   |
| Suzi Q                    | Sachiko Kojima              | Rieke Werner                   |
| Santana                   | Kenji Nomura                | Stefan Bräuler                 |
| Esidisi                   | Keiji Fujiwara              | Matti Klemm                    |
| Wamuu                     | Akio Ōtsuka                 | Peter Sura                     |
| Kars                      | Kazuhiko Inoue              | Peter Lontzek                  |
| Stardust Crusaders        |                             |                                |
| Jotaro Kujo               | Daisuke Ono                 | Uwe Thomsen                    |
| Joseph Joestar            | Unshō Ishizuka              | Torsten Münchow                |
| Noriaki Kakyoin           | Daisuke Hirakawa            | Daniel Käser                   |
| Jean-Pierre Polnareff     | Fuminori Komatsu            | Sebastian Schulz               |
| Mohammed Avdol            | Kenta Miyake                | Bernd Egger                    |
| Iggy                      | Misato Fukuen               | Tim Sander                     |
| DIO                       | Takehito Koyasu             | Marios Gavrilis                |
| Diamond is Unbreakable    |                             |                                |
| Josuke Higashikata        | Yūki Ono                    | Amadeus Strobl                 |
| Jotaro Kujo               | Daisuke Ono                 | Uwe Thomsen                    |
| Rohan Kishibe             | Takahiro Sakurai            | René Dawn-Claude               |
| Okuyasu Nijimura          | Wataru Takagi               | Daniel Zillmann                |
| Kōichi Hirose             | Yūki Kaji                   | Vincent Borko                  |
| Yukako Yamagishi          | Mamiko Noto                 | Lena Schmidtke                 |
| Joseph Joestar            | Unshō Ishizuka              | Torsten Münchow                |
| Reimi Sugimoto            | Sayuri Hara                 | Özge Kayalar                   |
| Tonio Trussardi           | Tokuyoshi Kawashima         | Marc Skanderberg               |
| Yoshikage Kira            | Toshiyuki Morikawa          | Gerrit Hamann                  |
| Golden Wind               |                             |                                |
| Giorno Giovanna           | Kensho Ono                  | Patrick Baehr                  |
| Bruno Bucciarati          | Yūichi Nakamura             | Yannik Raiss                   |
| Guido Mista               | Kōsuke Toriumi              | Julien Haggège                 |
| Narancia Ghirga           | Daiki Yamashita             | Sebastian Fitzner              |
| Leone Abbacchio           | Jun’ichi Suwabe             | Daniel Welbat                  |
| Pannacotta Fugo           | Jun’ya Enoki                | Tobias Diakow                  |
| Trish Una                 | Sayaka Senbongi             | Emilia Raschewski              |
| Diavolo                   | Katsuyuki Konishi           | Sascha Rotermund               |
| Jotaro Kujo               | Daisuke Ono                 | Uwe Thomsen                    |
| Kōichi Hirose             | Yūki Kaji                   | Vincent Borko                  |
| Jean-Pierre Polnareff     | Fuminori Komatsu            | Sebastian Schulz               |
| Stone Ocean               |                             |                                |
| Jolyne Cujoh              | Fairouz Ai                  | Moira May                      |
| Jotaro Kujo               | Daisuke Ono                 | Uwe Thomsen                    |
| Ermes Costello            | Mutsumi Tamura              | Carolin Brunk                  |
| Emporio Alniño            | Atsumi Tanezaki             | Anni C. Salander               |
| Narciso Anasui            | Daisuke Namikawa            | Paul Matzke                    |
| Weather Report            | Yūichirō Umehara            | Nick Forsberg                  |
| Enrico Pucci              | Tomokazu Seki               | Nils Nelleßen                  |
| DIO                       | Takehito Koyasu             | Marios Gavrilis                |
| Andere Charaktere         |                             |                                |
| Erzähler                  | Tōru Ōkawa                  | Armin Schlagwein               |

## Rezeption
Der Manga ist in Japan erfolgreich und eine der am längsten laufenden Serien des Verlags. Laut Animerica sind die Kampfszenen zwischen Jotaro Kujo (Animerica schreibt Shotaro Kujo) und Dio einer der Höhepunkte der Handlung, die auch in der OVA verfilmt wurde. Nakho Kim beschreibt die Serie in 1001 Comics, die Sie lesen sollten, bevor das Leben vorbei ist.